# Opel 12/14 PS
L'Opel 12/14 PS est une voiture de la catégorie grande routière construite par Adam Opel KG de 1904 à 1908.

## Historique et technologie
La 12/14 PS avait à peu près la même taille et la même conception que le modèle 10/12 PS introduit deux ans plus tôt, mais elle avait un moteur plus gros et plus puissant avec une tête en L au lieu de la tête en T auparavant courante.
Le moteur était un moteur bicylindre en ligne d'une cylindrée de 2 078 cm³ (alésage × course = 105 mm × 120 mm), qui produisait 14 ch (10,3 kW) à 1 400 tr/min. Le moteur à commande latérale était refroidi par eau. La puissance du moteur était transmise à l'essieu arrière via un embrayage à cône en cuir, une boîte de vitesses manuelle à trois vitesses avec levier sur la colonne de direction et un arbre à cardan. La vitesse maximale de la voiture était de 55 km/h.
Le cadre était constitué de profilés en U en tôle d'acier et il était renforcé de bois. Les deux essieux rigides étaient suspendus à des ressorts à lames longitudinaux semi-elliptiques. Le frein de service agissait sur l'arbre à cardan. Le frein à main a été conçu comme un frein à tambour agissant sur les roues arrière.
Il y avait trois styles de carrosserie, un phaéton à deux places, une voiture de tourisme à quatre places et un tonneau. La variante la moins chère (le phaéton) coûtait 7 000 Reichsmark.
En 1908, la construction de la 12/14 PS est arrêtée. La successeur était le modèle 10/18 PS.